# زلزال ميشان 1906
زلزال ميشان 1906 هو زلزالٌ وقعَ في ميشان في تايوان بتاريخ 16 مارس 1906.